# Cervantesia
Genre
Classification APG III (2009)
Cervantesia est un genre de la famille des Santalaceae.

## Liste d'espèces
Selon NCBI (10 Aug 2010) :
- Cervantesia tomentosa
- Cervantesia sp. Weigend 5669